# Aesopus stearnsii
Aesopus stearnsii är en snäckart som först beskrevs av Tryon 1883.  Aesopus stearnsii ingår i släktet Aesopus och familjen Columbellidae. Inga underarter finns listade i Catalogue of Life.